# Indijska azaleja
Indijska azaleja (lat. Rhododendron indicum), biljna vrsta iz porodice vrjesovki. Autohtona je u Japanu, odakle je uvezena u Kinu, Koreju, i možda još neke zemlje

## Vanjske poveznice
|  | Zajednički poslužitelj ima još gradiva o temi Rhododendron indicum |
|  | Wikivrste imaju podatke o taksonu Rhododendron indicum             |